# Lovro von Matačić
Lovro von Matačić (14. února 1899 – 4. ledna 1985) byl chorvatský dirigent a hudební skladatel. Proslul adaptacemi děl Antona Brucknera, Richarda Wagnera, Leoše Janáčka a chorvatských skladatelů (Krešimir Baranović, Jakov Gotovac, Josip Hatze, Blagoje Bersa, Boris Papandopulo, Josip Štolcer-Slavenski, Bruno Bjelinski).

## Život
Matačić se narodil do šlechtické rodiny. Jeho otec byl operním zpěvákem, matka byla herečkou. Po rozvodu rodičů se rodina přestěhovala do Vídně, kde Lovro v osmi letech vstoupil do vídeňského chlapeckého sboru královského dvorního orchestru. Repertoár sboru ho ovlivnil, především setkáním s hudbou Antona Brucknera. Na piaristickém gymnáziu ve Vídni se učil mj. hře na klavír, na varhany a hudební teorii. Jeho hudební vzdělání pokračovalo pod vedením významných učitelů na vídeňské Hochschule für Musik, byť ji nikdy formálně nenavštěvoval a nezískal tedy na ní ani žádný titul.
Bylo mu šestnáct, když Tonkünstlerorchester vídeňského Musikvereinu pod vedením Bernharda Paumgartnera uvedl premiéru jeho Fantazie pro orchestr. V roce 1916 nastoupil jako korepetitor v opeře v Kolíně nad Rýnem. Když vypukla první světová válka, dobrovolně se přihlásil do armády. Na frontě se radikalizoval a v roce 1918 se ve Vídni připojil ke kruhu levicově orientovaných intelektuálů. Po válce se živil především hraním v kavárnách, psaním recenzí a krátkodobými dirigentskými angažmá v Osijeku, Záhřebu a Novém Sadu, kde sloužil povinnou vojenskou službu jako vojenský hudebník. Stálé místo našel až v roce 1922, kdy byl zaměstnán v Lublaňské opeře. Mezitím se oženil s Karlou Dubskou, českou zpěvačkou, která ho přivedla k české hudbě. Jeho prvním úspěchem v Lublani bylo provedení opery Leoše Janáčka Jenůfa, která se následně stala jednou z nejčastěji uváděných oper Matačićova repertoáru (později byl mj. oceněn Janáčkovou a Smetanovou medailí československé vlády).
Poté začal spolupráci s Bělehradskou operou a Obilićovým akademickým sborem, v roce 1927 poprvé dirigoval Záhřebskou filharmonii, o rok později Vídeňské symfoniky. V roce 1936 řídil Matačić Berlínskou filharmonii a stal se pravidelným hostem orchestru. V roce 1938 odešel z pozice stálého dirigenta v Chorvatském národním divadle v Záhřebu, aby se stal ředitelem Bělehradské opery a šéfdirigentem Bělehradské filharmonie. Během druhé světové války strávil Matačić většinu času v Záhřebu jako armádní důstojník, ale také pokračoval v dirigování. Byl inspektorem hudebních souborů chorvatské armády a měl na starosti celý korpus vojenské hudby v Chorvatsku. Jeho poslední koncert před zatčením byl dva týdny před kapitulací Německa – 23. dubna 1945, kdy vystoupil se Státním rozhlasovým orchestrem.
Zatčen byl jako exponent ustašovského režimu, tuto věc vždy odmítal podrobně komentovat. Ve vězení vedl vězeňský orchestr a sbor. Poté, co pro něj jeho druhá manželka Elizabeta Lilly Levensonová, kterou si vzal v roce 1933, dokázala získat milost, přesídlil v roce 1948 do Skopje. Až do roku 1954, kdy se mu podařilo získat souhlas od jugoslávského vůdce Josipa Broze Tita k vydání pasu, byly jeho aktivity omezeny na Rijeku a Lublaň. Po roce 1954 jeho kariéra nabyla mezinárodního rozměru. Londýnská nahrávka vrcholných momentů z Arabely Richarda Strausse s pěvkyní Elisabeth Schwarzkopfovou (na poslední chvíli nahradil Herberta von Karajana) z roku 1954, pro vydavatelství Columbia, znamenala nový začátek v dirigentově životě. Poté podepsal pětiletou smlouvu s nahrávací společností. V následujícím roce nahradil Karla Böhma v Bavorské státní opeře v Mnichově při slavném provedení Straussovy Ariadny na Naxu. Následovala vystoupení v Berlíně, Stuttgartu, Augsburgu, Salcburku, Grazu a jinde, kde dirigoval koncertní programy, opery a často i inscenace režíroval. Byl pozván do Drážďanského státního orchestru, do Státní opery Východního Berlína a na turné po Evropě, včetně Lublaně, Splitu a Dubrovníku.
Po odchodu z Drážďan v roce 1958 Matačić upevnil své vazby na Vídeň. Toho roku debutoval na festivalu v Bayreuthu, kde také zahájil dlouhodobou spolupráci s operním režisérem a vnukem Richarda Wagnera Wielandem Wagnerem. Poté odcestoval do Spojených států, kde vystoupil v Chicagské opeře. Matačić si získal i italské publikum - v roce 1961 uvedl v Římské opeře Wagnerův Prsten Nibelungův. V roce 1961 se ve Frankfurtu stal šéfdirigentem městské opery a prestižní řady Muzejních koncertů. Nahrával pro RAI v Turíně, řadu nahrávek připravil i pro český Supraphon a současně řídil Dubrovnický letní festival. Byl jmenován čestným doživotním dirigentem Symfonického orchestru NHK v Japonsku, dirigoval orchestry jako Českou, Berlínskou a Mnichovskou filharmonii. Účinkoval v Bavorské státní opeře, Teatro Colón v Buenos Aires, či ve Volksopeře ve Vídni. V Musikvereinu pravidelně dirigoval Vídeňský symfonický orchestr, zasedal v porotě Karajanovy dirigentské soutěže a v roce 1974 se stal šéfdirigentem Orchestru Národní opery Monte Carlo. V roce 1970 byl jmenován šéfdirigentem Záhřebské filharmonie, s nímž realizoval řadu ambiciózních plánů, včetně podpory mladých dirigentů prostřednictvím speciálního cyklu – Prezentace mladých dirigentů.
Byl také aktivní jako skladatel. Jeho nejvýznamnější skladbou je Symfonie konfrontací (1979, revidováno 1984), hodinové čtyřvěté dílo pro dva klavíry, velký smyčcový orchestr a obrovské bicí sekce. Pojednává o hrozbě zničení jadernými zbraněmi.
Mezinárodní soutěž Lovra von Matačiće se koná každé čtyři roky v Záhřebu. Cena Lovro Matačiće za celoživotní dílo je udělována dvakrát ročně Chorvatským svazem hudebních umělců.